# Giuseppe Bosia (politico 1825)
Giuseppe Bosia (Asti, 14 ottobre 1825 – Pavia, 3 febbraio 1888) è stato un politico e prefetto italiano.
Fu sindaco di Asti e deputato alla Camera del Regno d'Italia per tre legislature (XI, XII, XIII).
Nominato prefetto di Novara il 28 settembre 1877, venne trasferito alla guida della prefettura di Pavia il 2 marzo 1879, rimanendovi fino alla morte avvenuta il 3 febbraio 1888.